# I Gotta Make It
I Gotta Make It es el álbum debut del rapero y cantante estadounidense de R&B Trey Songz. Fue lanzado en Estados Unidos el 26 de julio de 2005 por Atlantic Records, y debutó en el número 20 del Billboard 200. Cuenta con la colaboración de Twista, Aretha Franklin, Juvenile y T.I..

## Lista de canciones
| N.º | Título                                                          | Duración |  |
| 1.  | «A Message From Aretha» (Introducción de Gotta Make It (Remix)) | 0:31     |  |
| 2.  | «Gotta Make It» (con Twista)                                    | 4:03     |  |
| 3.  | «Cheat On You»                                                  | 3:46     |  |
| 4.  | «Gotta Go»                                                      | 4:07     |  |
| 5.  | «Ooo»                                                           | 3:38     |  |
| 6.  | «All the Ifs»                                                   | 5:05     |  |
| 7.  | «Ur Behind»                                                     | 3:19     |  |
| 8.  | «From a Woman's Hand»                                           | 3:44     |  |
| 9.  | «Kinda Lovin»                                                   | 3:39     |  |
| 10. | «Comin' For You»                                                | 3:55     |  |
| 11. | «Just Wanna Cut» (preludio)                                     | 0:46     |  |
| 12. | «Just Wanna Cut»                                                | 3:57     |  |
| 13. | «In The Middle»                                                 | 4:00     |  |
| 14. | «Make Love Tonight»                                             | 4:16     |  |
| 15. | «Hatin Love»                                                    | 3:36     |  |
| 16. | «Gotta Go»                                                      | 2:29     |  |
| 17. | «Gotta Make It (Remix)» (con Aretha Franklin y Juvenile)        | 4:13     |  |
| 18. | «You Can Get It» (con T.I. (iTunes Bonus Track))                | 4:05     |  |

## Listas
| Lista (2005)                          | Posición máxima |
| ------------------------------------- | --------------- |
| Estados Unidos Billboard 200          | 20              |
| Estados Unidos Top R&B/Hip-Hop Albums | 6               |